# Cystomastax zeliformis
Cystomastax zeliformis är en stekelart som beskrevs av Günther Enderlein 1920. Cystomastax zeliformis ingår i släktet Cystomastax och familjen bracksteklar. Inga underarter finns listade i Catalogue of Life.